# LVG C.V
L'LVG C.V era un monomotore da ricognizione biplano sviluppato dall'azienda tedesco imperiale Luftverkehrsgesellschaft GmbH (LVG) negli anni dieci del XX secolo.
Destinato ai reparti da ricognizione ed osservazione aerea (Flieger Abteilung, abbreviato Fl. Abt.) della Luftstreitkräfte, la componente aerea del Deutsches Heer (l'esercito imperiale tedesco), entrò in servizio nel corso della prima guerra mondiale venendo utilizzato fino al termine del conflitto, continuando ad operare nel primo dopoguerra nelle aeronautiche militari di Polonia, paesi baltici, Russia e Svizzera.
Realizzato in 800 esemplari, il C.V fu il modello costruito in maggior numero tra quelli prodotti dall'azienda in tutto l'arco della sua esistenza, ed uno dei migliori C-Typ, assieme a DFW C.V e Rumpler C.IV, a disposizione della forza aerea tedesca durante il conflitto.

## Tecnica
L'LVG C.V conservava l'aspetto generale, per l'epoca convenzionale, dei pari ruolo prodotti nello stesso periodo dalle altre aziende: un biposto, monomotore in configurazione traente, velatura biplana e carrello fisso.
La fusoliera, una semimonoscocca a sezione rettangolare, era caratterizzata dalla presenza di due abitacoli aperti in tandem, l'anteriore destinato al pilota ed il posteriore all'osservatore con mansioni anche di mitragliere. Posteriormente terminava in un impennaggio classico monoderiva caratterizzato dall'elemento verticale ellissoidale raccordato al timone e da un elemento orizzontale che abbinava i due elementi fissi a sbalzo all'unico elemento mobile.
La configurazione alare era biplana, con l'ala superiore, montata alta a parasole, dotata di alettoni, l'unica ad esserne equipaggiata, e dall'apertura leggermente superiore dell'inferiore, montata bassa sulla fusoliera, quest'ultima caratterizzata dall'angolo di diedro positivo di 2°, collegate tra loro da una doppia coppia di montanti per lato ed integrati da tiranti in cavetto in acciaio. Sulla parte centrale dell'ala superiore era collocato il serbatoio di combustibile che alimentava il motore a caduta.
Il carrello d'atterraggio era fisso, molto semplice, montato su una struttura tubolare al di sotto della fusoliera, dotato di ruote di grande diametro collegate da un asse rigido ed integrato posteriormente con un pattino d'appoggio.
La propulsione era affidata ad un motore Benz Bz.IV, un 6 cilindri in linea raffreddato a liquido capace di erogare una potenza pari a 200 PS (147 kW), posizionato all'apice anteriore della fusoliera, con la parte superiore a vista nelle prime versioni, poi racchiuso da un cofano metallico, ed abbinato ad un'elica bipala in legno a passo fisso dotata di ogiva aerodinamica che ne ricopriva il mozzo. Il radiatore dell'impianto di raffreddamento era collocato centralmente sul bordo d'attacco dell'ala superiore mentre l'impianto di scarico riuniva i sei collettori in un unico tubo di scappamento che, rivolto verso l'alto verticalmente, inviava i gas combusti al di sopra dell'ala superiore.
L'armamento era costituito da una mitragliatrice LMG 08/15 calibro 7,92 mm montata in caccia a disposizione del pilota più una pari calibro Parabellum MG 14 brandeggiabile montata su supporto ad anello sull'abitacolo posteriore.

## Impiego operativo

### Periodo postbellico
Con il termine del conflitto, dopo la ratifica del Trattato di Versailles del 1919 e le imposizioni pretese dalle nazioni della Triplice intesa, l'intera flotta di velivoli militari tedeschi venne requisita per essere assegnata alle nazioni vincitrici come parte del risarcimento dei danni subiti. L'aviazione dell'oramai smembrato Impero tedesco era stata drasticamente ridotta ed i voli, dopo un iniziale divieto imposto dalle potenze vincitrici, ripresero solo dopo qualche tempo limitatamente ai servizi di trasporto civile. La timida rinascita del mercato dell'aviazione nella neofondata Repubblica di Weimar indusse le compagnie aeree ad utilizzare pochi velivoli residuati bellici convertiti in aerei da trasporto passeggeri di linea.
Molti degli LVG C.V vennero acquistati dalla Polonia e andarono ad integrare quelli già requisiti andando a costituire, assieme ad altri modelli residuati bellici, l'originale forza aerea della nazione.

## Utilizzatori

### Militari
Estonia
- Eesti õhuvägi (periodo postbellico)[2]

 Germania
- Luftstreitkräfte

 Lettonia
- Latvijas Gaisa spēki (periodo postbellico)[2]

 Lituania
- Karinės Oro Pajėgos (periodo postbellico)[2]

 Polonia

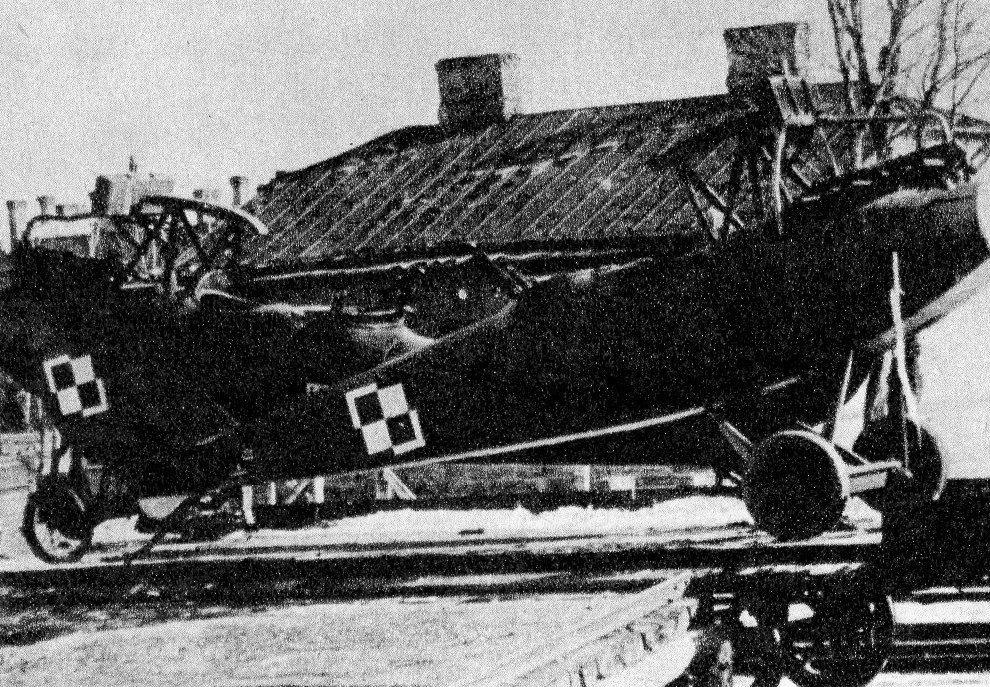
LVG C.V, Siły Powietrzne, Poznań

- Siły Powietrzne (periodo postbellico)

 Regno Unito
almeno un esemplare catturato, dotato di distintivi di riconoscimento ottico britannici, venne utilizzato in prove di valutazione.
 Russia
 Svizzera
- Esercito svizzero

### Civili
Germania
- Sächsische Luftreederei (SLR)